# گمینا سوکوووف پودلاسکی
گمینا سوکوووف پودلاسکی (به لهستانی:  Gmina Sokołów Podlaski) یک گمینا در لهستان است که در شهرستان سوکوووف واقع شده‌است. گمینا سوکوووف پودلاسکی ۱۳۷٫۱۸ کیلومتر مربع مساحت و ۶٬۰۸۸ نفر جمعیت دارد.